# Baía de Chesapeake

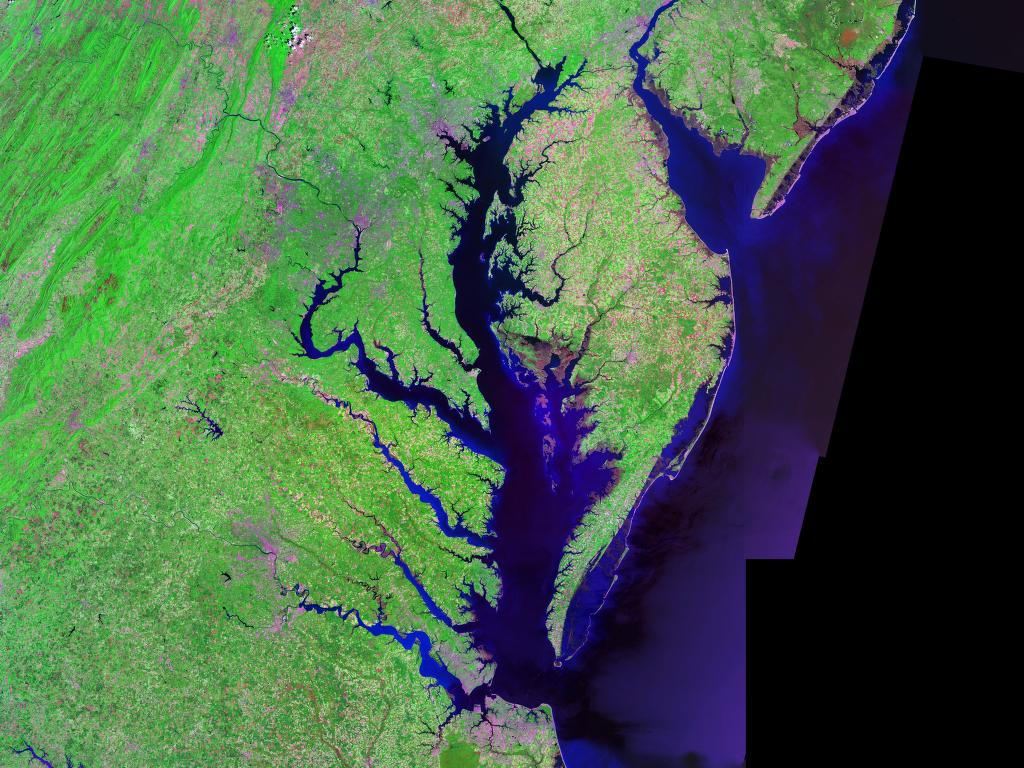
Baía de Chesapeake, vista de satélite

A baía de Chesapeake (em inglês:  Chesapeake Bay) é o maior estuário nos Estados Unidos. Desemboca no oceano Atlântico, e está cercada pelos estados americanos de Maryland e Virgínia. A baía de Chesapeake cobre cerca de 166 534 km² no Distrito de Columbia, Nova Iorque, Pensilvânia, Delaware, Maryland, Virgínia e Virgínia Ocidental. Mais de 150 rios desembocam na baía de Chesapeake.